# La Tentation de saint Antoine (suiveur de Brueghel l'Ancien)
Pour les articles homonymes, voir La Tentation de saint Antoine.
La Tentation de saint Antoine est un tableau d'un suiveur de Pieter Brueghel l'Ancien, jadis attribué à ce dernier.
C'est une peinture à l'huile sur panneau de bois de dimensions 58,5 cm × 85,7 cm, datée vers 1550-1575 et conservée à la National Gallery of Art à Washington.